# H. J. Fleure
Herbert John Fleure (6 juin 1877 - 1er juillet 1969), membre de la Royal Society, est un zoologiste et géographe britannique. Il est secrétaire et président de la Geographical Association, rédacteur en chef de la revue Geography, président de la Cambrian Archaeological Association.

## Biographie

### Jeunesse
Fleure naît à Guernesey le 6 juin 1877, fils de Jean Fleure et de Marie Le Rougetel. En 1897, il est étudiant à l'université du Pays de Galles à Aberystwyth, où il fonde le Conseil représentatif des étudiants. Il obtient brillamment un Bachelor of Science en 1901 et bénéficie d'une bourse universitaire. Il poursuit ses études en Suisse, à l'Institut zoologique de Zurich.

### Carrière
De retour au Pays de Galles, Fleure est nommé chef du département de zoologie à Aberystwyth, en 1908. Il assiste le professeur Patrick Geddes dans l'organisation d'une exposition consacrée à la ville et à l'urbanisme, à Dublin, en août 1914. En 1917, il est nommé professeur d'anthropologie et de géographie au sein de cette université, fonction qu'il occupe jusqu'en 1930, lorsqu'il est nommé professeur de géographie à l'université Victoria de Manchester. Il devient membre de la Royal Society en 1936 . Après sa retraite, il préside l'Institut royal d'anthropologie de 1945 à 1947.
Fleure est membre fondateur de la Guernsey Society, créée en 1943 pour représenter les intérêts de l'île, alors occupée par les nazis, auprès des autorités britanniques. Après la guerre, il collabore régulièrement au périodique The Quarterly Review et contribue à The Guernsey Farmhouse, un livre publié par l'association en 1964 afin de célébrer les anciennes maisons familiales de l'île. Il est également l'auteur de biographies de scientifiques tels qu'Arthur Robert Hinks , Alfred Cort Haddon , James George Frazer  et Emmanuel de Margerie .
De 1927 à 1956, il écrit les dix volumes de The Corridors of Time, en collaboration avec Harold John Edward Peake. 
Il est l'auteur du dix-huitième volume de la collection New Naturalist, publié en 1951, consacré à l'histoire naturelle de l'homme en Grande-Bretagne. Une édition révisée a paru en 1970, écrite en collaboration avec la spécialiste des arts Margaret Davies.

## Distinctions
La Société américaine de géographie lui remet une bourse honorifique en 1930 et la médaille Daly en 1939. Il est également récipiendaire de la médaille Victoria de la Royal Geographical Society.

## Travaux
- Human Geography in Western Europe (1918)
- The Peoples of Europe (1922)
- Races of England and Wales (1923)
- French Life and its Problems (1942)
- A Natural History of Man in Britain (1951; édition révisée en 1970)
- The Guernsey Farmhouse (1964)